# Proddatur
Proddatur es una ciudad y municipio situada en el distrito YSR en el estado de Andhra Pradesh (India). Su población es de 163970 habitantes (2011), y el área metropolitana cuenta con 217186 habitantes. Se encuentra a orillas del río Penna, a 49 km de Kadapa y a 330 km de Hyderabad.

## Demografía
Según el censo de 2011 la población de Proddatur era de 163970 habitantes, de los cuales 81874 eran hombres y 82096 eran mujeres. Proddatur tiene una tasa media de alfabetización del 77,67%, superior a la media estatal del 67,02%: la alfabetización masculina es del 86,03%, y la alfabetización femenina del 69,41%.